# Bertil Engstrand

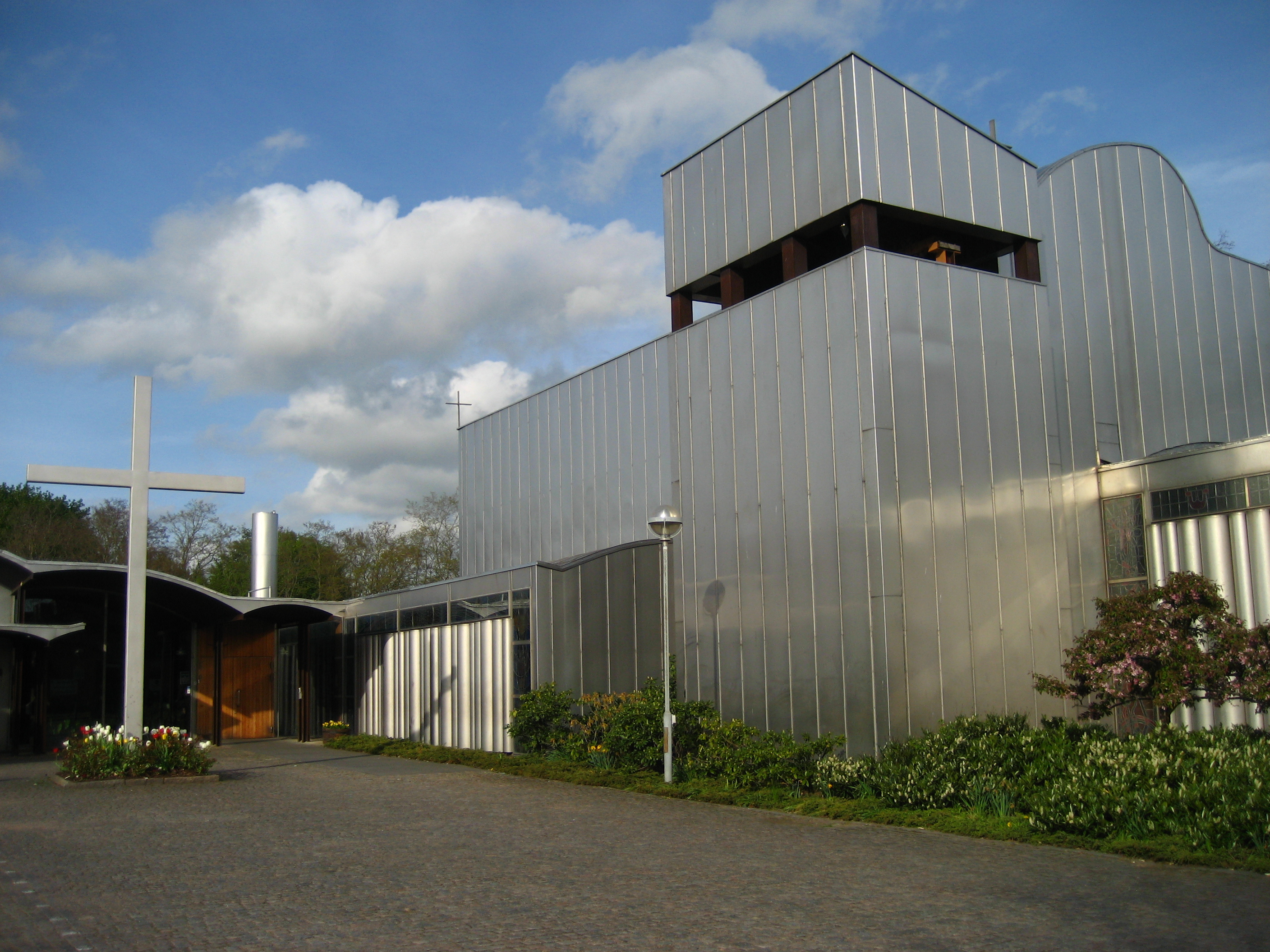
Martin Luthers kyrka, Halmstad

Ernst Bertil Engstrand, född 10 juli 1922 i Stockholm, död 26 december 2015 i Vallentuna församling, var en svensk arkitekt.
Bertil Engstrand utbildade sig 1946–1951 till arkitekt på Kungliga Tekniska högskolan i Stockholm, med examen 1951. Han arbetade på Ancker Gate Lindegren arkitekter 1952–1953, på Carl Nyréns arkitektbyrå 1954–1957 och på Byggnadsstyrelsen 1958–1960. Han arbetade tillsammans med Hans Speek från 1960 och dessa två grundade 1962 Arkitekter Engstrand och Speek i Stockholm, numera E/S–A.
Bertil Engstrand och Hans Speek fick Kasper Salinpriset 1979 för ett radhusområde i Solbacka i Norrtälje.
Han var gift med Ann Engstrand och fick tre barn, John, Staffan och Elisabeth. Bertil Engstrand är begravd på Orkesta kyrkogård.

## Verk i urval
- Västerortskyrkan, Vällingby, Stockholm, 1931–1932 (tillsammans med Carl Nyrén)
- Martin Luthers kyrka, Halmstad, 1968–1970 (tillsammans med Hans Speek)
- Radhus vid Vätövägen i Solbacka, Norrtälje, 1974–1975 (Kasper Salinpriset 1979, tillsammans med Hans Speek)
- Kvarteret Valhall, Östersund, 1964[2]
- Lindholmens trädgårdsstad, Lindholmen, Vallentuna[3], slutet av 1970-talet
- Rodenkyrkan, Norrtälje, 1985-1986
- Kvarteret Justitia vid torget i Norrtälje, 1988
- Centrumhuset med Norrtälje stadsbibliotek, Norrtälje 1988–1989
- Rotsunda i Sollentuna, 1988–1990

## Bildgalleri

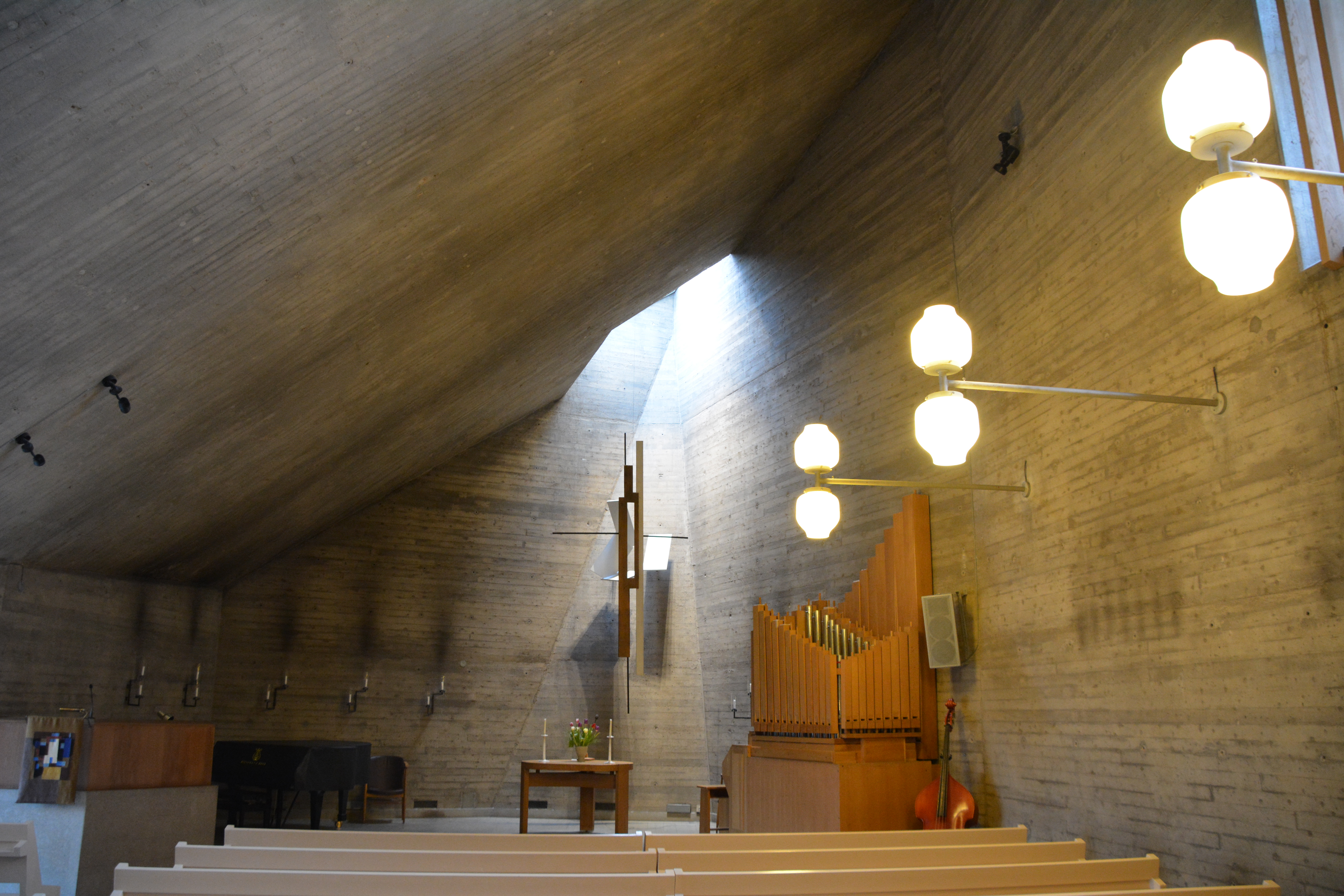
Västerortskyrkan, Vällingby
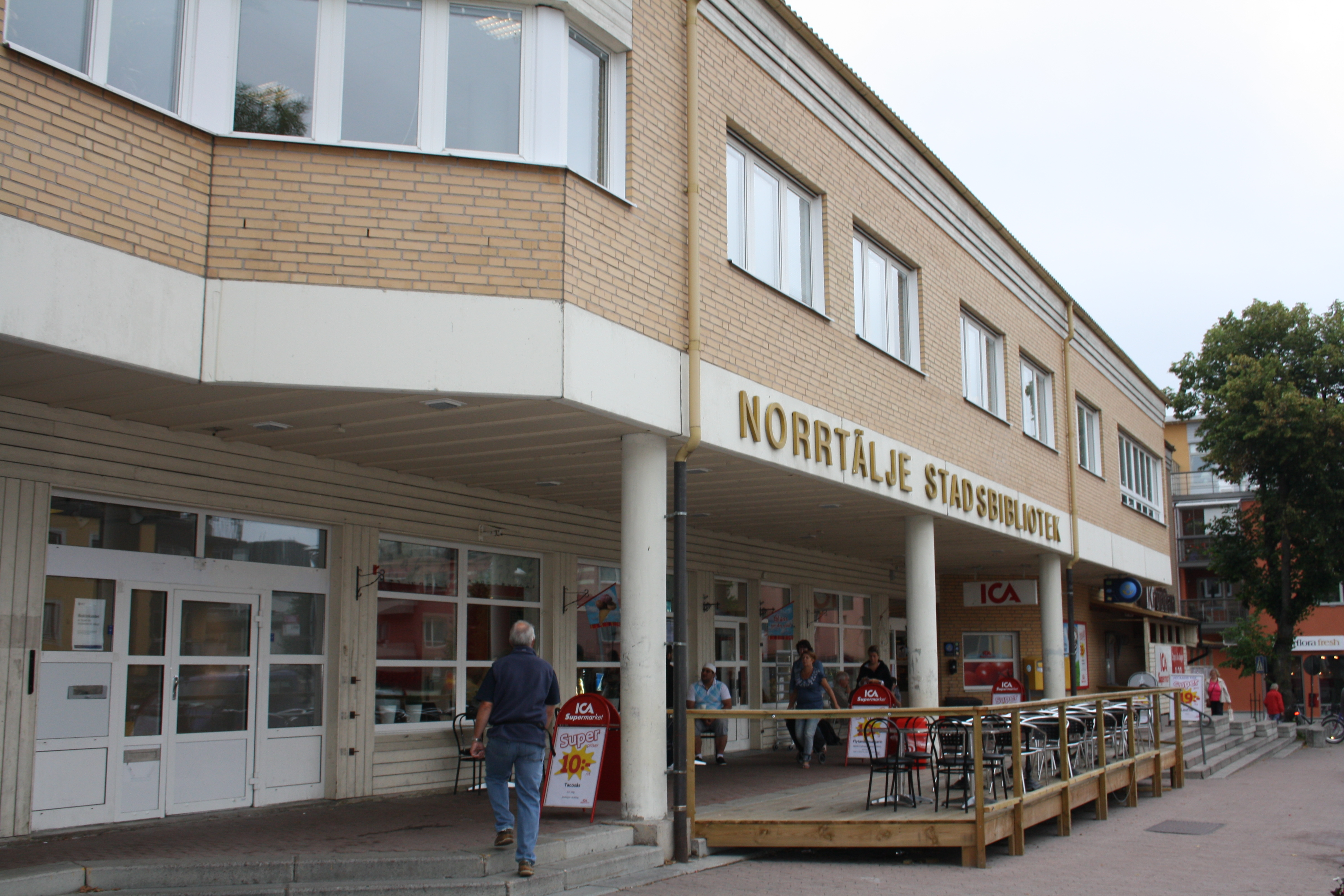
Norrtälje stadsbibliotek